# Ana Stanić
Ana Stanić (in serbo Ана Станић?; Niš, 8 dicembre 1975) è una cantante e produttrice cinematografica serba.

## Biografia
Ana Stanić ha avviato la sua carriera nel 1994, quando è diventata la voce del complesso eurodance serbo Moby Dick, per il quale ha anche scritto gran parte delle canzoni.
Ha lasciato il gruppo nel 1998 per intraprendere la sua carriera da solista, introdotta con la sua partecipazione nel 1998 al festival di Budva con la canzone Molila sam anđele. Il suo album di debutto, Metar iznad asfalta, è uscito lo stesso anno e contiene il singolo Sama che è stato successivamente registrato in lingua polacca da Ewelina Flinta nel 2003 (Żałuję) e in lingua ceca da Aneta Langerová nel 2004 (Skvělej nápad).
Nel 2008 si è laureata in Produzione cinematografica presso l'Università di Università Drammatica di Belgrado. Durante i suoi studi è stata produttrice del film drammatico Apsolutnih sto, con il quale ha partecipato a vari festival internazionali.

## Discografia

### Album in studio
- 1998 – Metar iznad asfalta
- 1999 – Vidim te kad
- 2002 – 3
- 2004 – U ogledalu
- 2008 – Sudar
- 2015 – Priča za pamćenje

### Raccolte
- 2014 – Best of Ana Stanić

### Singoli
- 2008 – Luda
- 2010 – Pazi šta sanjaš
- 2014 – Ovoj dan
- 2014 – Neka gori sve
- 2017 – Ono što smo mi